# Hans Christern
Hans Christern (Lauenburg/Elbe, 24 gennaio 1900 – Gremersdorf, 17 giugno 1966) è stato un generale tedesco durante la seconda guerra mondiale.

## Biografia
Hans Christern, nacque a Lauenburg/Elbe il 24 gennaio 1900 ed era figlio del medico Wilhelm Adolf Christern; crebbe a Lubecca. Nel 1917 divenne Fahnenjunker nel Kaiser Franz Garde-Grenadier-Regiment Nr. 2 e nel 1918 divenne tenente. È stato insignito della Croce di Ferro di II Classe e della Croce Anseatica. Poco prima della fine della prima guerra mondiale fu gravemente ferito; le conseguenze della ferita portarono nel 1921 al suo licenziamento dalla Reichswehr per motivi di salute. Divenne agricoltore vicino a Oldenburg nell'Holstein. Su raccomandazione di Heinrich Eberbach fu riattivato nel 1936 e inizialmente arrivò come capitano al Panzer-Abwehr-Abteilung 12. Il 31 gennaio 1941 gli fu conferita la Croce di Cavaliere della Croce di Ferro come maggiore . A quel tempo era comandante della 2a divisione del Panzerregiments 35. Nel 1943 fu promosso colonnello e dal maggio 1944 fu comandante del suo reggimento. Il 26 marzo 1945, assunse il comando della 7. Panzer-Division, come colonnello, dopo che il tenente generale Karl Mauss dovette dimettersi dal suo incarico a causa di un grave infortunio. La sua divisione dovette arrendersi all'esercito britannico a Schwerin l'8 maggio 1945. Dopo la guerra lavorò nuovamente come contadino. Si candidò con la CDU senza successo, come candidato elettorale alle elezioni federali del 1949. Morì a Gremersdorf il 17 giugno 1966.